# Deve
Deve (sanskrtski izraz, ki pomeni sijoč, nebeški)  so v budizmu nebesna bitja ali božanstva v mahajani in vadžrajani, ki sicer živijo v eni od dobrih gati, vendar še naprej ostajajo v samsari. Zato človeku, v nasprotju z bodhisatvami, ne morejo pomagati k odrešitvi. Izpolnjujejo lahko le tostranske potrebe in hotenja, npr. varujejo pred nevarnostmi, zagotavljajo zdravje, bogastvo in obilno letino. So prijazni, npr. devaradže, in jezni npr. krodhadevate; k slednjim spada sedem dhramapal. Obstaja sedem božjih razredov, ki prebivajo v sedmih istoimenskih nebesnih območjih:
- (1) Čhatumaharadžika
- (2) Trajastrimša
- (3) Jama
- (4) Tušita
- (5) Nirmanarati
- (6) Paranirmitavašavartin
- (7) Brahmakajika

Te skupine bogov imajo imajo različno dolgo življenjsko dobo, ki se z vsakim višjim nebesnim območjem podvoji in ustreza življenjskim dobam prebivalcev sedmih Narak. Skoraj vse deve so upodobljena s krono iz petih listov ali petih lobanj, ki je izraz njihove nadnaravne bivanjske oblike.